# Francis Lai
Francis Lai (Niza, 26 de abril de 1932-París, 7 de noviembre de 2018) fue un compositor francés especialista en crear música de bandas sonoras cinematográficas. Autor de la música de Un hombre y una mujer y de la de Historia de amor, con la que ganó el Oscar a la mejor banda sonora para película en 1970.

## Biografía

### Vida y carrera
Nacido el 26 de abril de 1932 en Niza, Francia, fue hijo de un horticultor. A muy temprana edad se sintió fascinado por la música, y comenzó a tocar en orquestas regionales. En Marsella descubrió el jazz y conoció a Claude Goaty, intérprete de música popular de los años 50.[cita requerida]
A los 20 años dejó su hogar, siguió a Goaty a París y comenzó a frecuentar los ambientes musicales de Montmartre. La "Taverne d'Attilio", en la Plaza del Teatro en Montmartre, fue un lugar favorito para el joven talento Bernard Dimey, con el cual compuso Lai su primera canción. Las canciones escritas con su compañero se extendieron hasta un centenar. Después de un corto período con la orquesta de Michel Magne, Lai sería acompañante de Edith Piaf y también uno de sus compositores.[cita requerida]
En 1965 conoció al cineasta Claude Lelouch y fue contratado para ayudarlo a escribir la película de 1966 Un hombre y una mujer, que fue un éxito internacional y obtuvo un premio de la Academia. El joven Lai recibió el Globo de Oro por "Mejor banda sonora  original". Este éxito inicial le amplió las oportunidades de trabajo para la industria del cine, tanto en su país de origen (Francia), donde continuó trabajando con Lelouch en musicalizaciones de otras película como Vivre pour vivre (1967) (Vivir por vivir), Un homme qui me plaît (1969), Le voyou (1970) y La bonne année (1973), así como en la Gran Bretaña y en los Estados Unidos. Fue conocido por su aportación en muchas composiciones y grabaciones de Mireille Mathieu. En 1970 compuso la música para la película de René Clement Le passager de la pluie. Se vendieron un millón de copias y fue premiado con un disco de oro en septiembre de 1971.[cita requerida]
En 1970, ganó el premio de la Academia a la mejor música original para película y el Globo de Oro a la mejor música original para la película Love Story. En los Estados Unidos, la banda sonora de la película llegó al número 2 en la lista de los álbumes de Billboard, y el tema de la película Where do I Begin fue un éxito con los coros de Carl Sigman para el cantante pop tradicional Andy Williams. La canción también sería grabada exitosamente por el propio Francis Lai, por la orquesta de Henry Mancini y Shirley Bassey. El tema de Lai "Love Story" se escuchó en la secuela rodada en 1979, Oliver's Story, pero la banda sonora fue compuesta por Lee Holdridge.[cita requerida]
La música de sus películas incluía diversidad de géneros como Mayerling, Three into Two Won't Go, International Velvet, Édith et Marcel, y películas de Michael Winner como I'll Never Forget What's'is name y Hannibal Brooks. También tuvo éxito como compositor para películas de erotismo leve, como Emmanuelle 2 (1975) y Bilitis (1977). En su crítica de la banda sonora de Bilitis para AllMusic, Thom Jurek dijo: "El resultado podría ser hilarante si esto no fuera predecible. Esta música es brillante al punto de no estar aquí... Lai utilizó sintetizadores, guitarra acústica, y un camión de cuerdas para tejer lo se supone que es el escenario "perfecto" para hacer lo que hacen los jóvenes amantes, que suena como un comercial que prohíbe el detergente para la ropa que sale al aire fresco, o una película silenciosa donde la música se supone que te diga que este es un momento pensativo".[cita requerida]
Su composición "Aujourd'hui C'est Toi" es probablemente más conocida en el Reino Unido como el tema musical de la serie de largo recorrido de documentales sobre asuntos de actualidad "Panorama" de la BBC.[cita requerida]

## Premios y distinciones
Premios Óscar
| Año  | Categoría                   | Película   | Resultado |
| ---- | --------------------------- | ---------- | --------- |
| 1970 | Mejor banda sonora original | Love Story | Ganador   |

- Globo de Oro a la mejor banda sonora en Love Story de 1970
- César a la mejor banda sonora en Una vida no basta (Itinéraire d'un enfant gâté) de 1988

## Filmografía
1965
- Fragilité, ton nom est femme (cortometraje)

1966
- Le petit cheval de bois (cortometraje)
- Un hombre y una mujer, dirigida por Claude Lelouch

1967
- Mon amour, mon amour
- El magnífico Bobo (The Bobo), dirigida por Robert Parrish
- Il complesso del sesso
- Vivir para vivir, dirigida por Claude Lelouch
- El más grande golpe del siglo

1968
- Mayerling, dirigida por Terence Young
- La gata de las garras de oro
- Castillo de naipes
- Una lección particular
- Les tontons du festival (cortometraje)
- 13 jours en France

1969
- La vida, el amor, la muerte
- La extraordinaria fuga del campo 7A
- En 2 sì, en 3 no
- Ein Abend zu zweit (film tv)
- Un tipo que me gusta

1970
- Hello - Goodbye
- Madly, el placer del hombre
- Dos ojos llenos de sol
- Voyou - El pícaro
- Love Story, dirigida por Arthur Hiller
- Los formidables, dirigida por Michael Winner
- La nueva esposa
- El pasajero de la lluvia, dirigida por René Clément
- With Love in Mind
- Berlin Affair (film tv)

1971
- Aquella violenta mañana de otoño
- El sol en el polvo

1972
- La aventura es la aventura, dirigida por Claude Lelouch
- Como liebre acosada, dirigida por René Clément
- Había una vez un pulgar
- Un hombre libre

1973
- El olor de las bestias
- El círculo del amor
- Arreglo de cuentas
- Türkiye (cortometraje)
- Una mujer y un pícaro

1974
- Visit to a Chief's Son
- Ultimátum a la policía
- Mal de amor (Un amour de pluie), dirigida por Jean-Claude Brialy
- El matrimonio
- Toda una vida
- Child Under a Leaf

1975
- Baby Sitter - Un caos sangriento, dirigida por René Clément
- El gato, el ratón, el miedo y el amor
- Emmanuelle la antivirgen, dirigida por Francis Giacobetti

1976
- El cuerpo de mi enemigo, dirigida por Henri Verneuil
- Quizás lo haría de nuevo, dirigida por Claude Lelouch
- La fábrica de héroes, dirigida por Claude Lelouch

1977
- Strip Tease
- Alma perdida, dirigida por Dino Risi
- Otro hombre y otra mujer, dirigida por Claude Lelouch
- Nada virgen en el colegio
- Bilitis
- Nido de viudas

1978
- Un paseo en el césped
- Les ringards
- La historia de Oliver

1979
- A nosotros dos, dirigida por Claude Lelouch

1980
- Les borsalini

1981
- Manidú - Uno tiburón rebelde, un indígena salvaje, una flor de niña
- Momenti intimi di madame Claude
- Les Uns et les Autres, dirigida por Claude Lelouch

1983
- Edith et Marcel
- Salut la puce
- Canicule, dirigida por Yves Boisset

1984
- Les Ripoux, dirigida por Claude Zidi.
- J'ai rencontré le Père Noël

1985
- Una mujer, una historia verdadera
- Seijo densetsu
- Gefahr für die Liebe - Aids

1986
- Attention Bandits!
- Un hombre, una mujer hoy

1987
- Top managers
- Oci ciornie, dirigida por Nikita Mikhalkov.

1988
- Las claves de la libertad
- Una vita non basta, dirigida por Claude Lelouch.
- Bernadette
- Les pyramides bleues

1989
- Der Atem

1990
- Ripoux contre ripoux
- Tolgo il disturbo, dirigida por Dino Risi.
- Hay unos días... y unas lunas
- Le provincial

1991
- Les clés du paradis

1992
- La belle histoire
- L'inconnu dans la maison

1993
- L'amante del tuo amante è la mia amante

1994
- Le voleur et la menteuse

1995
- Los miserables, dirigida por Claude Lelouch.

1996
- Hombres, mujeres, modo de empleo

1998
- Por accidente o por casualidad

1999
- Una para todas

2000
- Les insaisissables

2002
- Züri West - Am Blues vorus

2003
- Plastic Tree
- Ripoux 3

2004
- Les Parisiens

2005
- El valor de amar

2006
- Amor y libertad - Masaniello